# Władysław Skarbek
Władysław Skarbek herbu Abdank – wojski łęczycki w latach 1692–1700, kasztelan konarski łęczycki w latach 1700–1715.
Deputat województwa łęczyckiego do rady stanu rycerskiego rokoszu łowickiego w 1697 roku. Był członkiem konfederacji warszawskiej 1704 roku.